# رينالدو سيمين
رينالدو سيمين هو سياسي سويسري، ولد في 8 مارس 1849، وتوفي في 20 سبتمبر 1910.

## السيرة
رينالدو سيمن هو ابن رجل أعمال يدعى روكو سيمين من أندرمات. بعد التحاقه بالمدرسة الثانوية عمل كمتدرب تلغراف ثم أصبح عاملا في مكتب التلغراف، ثم تخلى عن الوظيفة لتكريس نفسه للصحافة والسياسة. أسس صحيفة إل كارابينيير تيسينيزي (1873-1874)، ثم صحيفة إل تيمبو (1874-1877) وأخيراً صحيفة إيل دوفيري (1878)، التي أصبحت لسان الليبراليين في انتفاضة ريسكوسا الليبرالية.
دافع مع روميو مانزوني عن حتمية الثورة الراديكالية في 11 سبتمبر 1890 (انقلاب تيتشينو) ضد حكومة الكانتون المحافظة وأصبح الشخصية الأكثر تمثيلا لانتفاضة سبتمبر. بعد الإطاحة بحكومة جواكيمو ريسبيني المحافظة، كان مقتنعًا أنه كان من الضروري تنحية المثل العليا للفرد جانبًا لحل مشاكل الكانتونات، ودفع بخط براجماتي وموجه نحو التفاوض في حكومة الأغلبية الليبرالية.
من عام 1893 إلى عام 1905 كان مستشارًا للدولة في وزارة التعليم والزراعة. في عام 1904 قدم استقالته بعد نجاح الضغوط في إقناع الحزب الليبرالي باتفاق برنامجي مع الحزب الاشتراكي، والذي عارض سياسة الإصلاح المعتدل. من 1893 إلى 1910 جلس في مجلس الولايات، وبين عامي 1905-1910 في مجلس تيتشينو الكبير.